# Henry Marc Brunel
 (février 2022).
La mise en forme du texte ne suit pas les recommandations de Wikipédia : il faut le « wikifier ».
Les points d'amélioration suivants sont les cas les plus fréquents. Le détail des points à revoir est peut-être précisé sur la page de discussion.
- Les titres sont pré-formatés par le logiciel. Ils ne sont ni en capitales, ni en gras.
- Le texte ne doit pas être écrit en capitales (les noms de famille non plus), ni en gras, ni en italique, ni en « petit »…
- Le gras n'est utilisé que pour surligner le titre de l'article dans l'introduction, une seule fois.
- L'italique est rarement utilisé : mots en langue étrangère, titres d'œuvres, noms de bateaux, etc.
- Les citations ne sont pas en italique mais en corps de texte normal. Elles sont entourées par des guillemets français : « et ».
- Les listes à puces sont à éviter, des paragraphes rédigés étant largement préférés. Les tableaux sont à réserver à la présentation de données structurées (résultats, etc.).
- Les appels de note de bas de page (petits chiffres en exposant, introduits par l'outil «  Source ») sont à placer entre la fin de phrase et le point final[comme ça].
- Les liens internes (vers d'autres articles de Wikipédia) sont à choisir avec parcimonie. Créez des liens vers des articles approfondissant le sujet. Les termes génériques sans rapport avec le sujet sont à éviter, ainsi que les répétitions de liens vers un même terme.
- Les liens externes sont à placer uniquement dans une section « Liens externes », à la fin de l'article. Ces liens sont à choisir avec parcimonie suivant les règles définies. Si un lien sert de source à l'article, son insertion dans le texte est à faire par les notes de bas de page.
- La présentation des références doit suivre les conventions bibliographiques. Il est recommandé d'utiliser les modèles {{Ouvrage}}, {{Chapitre}}, {{Article}}, {{Lien web}} et/ou {{Bibliographie}}. Le mode d'édition visuel peut mettre en forme automatiquement les références.
- Insérer une infobox (cadre d'informations à droite) n'est pas obligatoire pour parachever la mise en page.

Pour une aide détaillée, merci de consulter Aide:Wikification.
Si vous pensez que ces points ont été résolus, vous pouvez retirer ce bandeau et améliorer la mise en forme d'un autre article.
Henry Marc Brunel (né le 27 juin 1842 et mort le 7 octobre 1903) est un ingénieur civil britannique. C'est le fils de Isambard Kingdom Brunel et le petit-fils de Marc Isambart Brunel, tous deux de célèbres ingénieurs britanniques d'origine française.

## Biographie
Henry Marc Brunel est né à Westminster, à Londres, le 27 juin 1842. Il est le deuxième fils de l'ingénieur Isambard Kingdom Brunel et d'Elizabeth Mary Horsley. Il décide de suivre les traces de son père et de son grand-père en devenant ingénieur civil. Brunel a fréquenté le King's College de Londres de 1859 à 1861, puis a acquis de l'expérience en génie civil en effectuant divers apprentissages. Il a aidé à démonter le pont Hungerford de son père avec Sir John Hawkshaw, de sorte que les chaînes ont été ensuite utilisées pour le pont suspendu de Clifton, à Bristol. 
C'est à Londres, au cimetière de Kensal Green qu'est enterré Henry Brunel, ainsi que son père, son grand-père, et d'autres membres de sa famille. 

## Travaux
Par ses travaux de jeunesse, il a mené des travaux qui allaient poser les bases de la conception du tunnel sous la Manche tout en inventant un procédé de recherche géologique encore utilisé de nos jours. En 1866, il réalise un relevé géologique du fond du détroit de Douvres à l'aide d'un carottier à gravité (qu'il a inventé à cet effet). Le carottier gravitaire permet aux chercheurs d'échantillonner et d'étudier les couches sédimentaires du plancher océanique. Le carottier se compose d'un tube ouvert avec un poids en plomb et un mécanisme de déclenchement qui libère le carottier de son câble de suspension lorsque le carottier est abaissé sur le fond marin et qu'un petit poids touche le sol. Grâce à ces études, Henry Marc Brunel a prouvé que l'affleurement de la craie était continu sur le fond du détroit, démontrant ainsi la faisabilité d'un tunnel foré sous la Manche.
À partir de 1878, Henry travaille en collaboration avec Sir John Wolfe Barry, avec qui il conçoit le pont ferroviaire de Blackfriars (Londres) et, après la mort de Sir Horace Jones, un des plus célèbres ponts du monde, le Tower Bridge (le "pont de la Tour de Londres") , qui enjambre la Tamise dans le centre de Londres. Leurs autres travaux comprennent les quais de Barry dans le sud du Pays de Galles et le pont Creagan, un pont ferroviaire sur le détroit du Loch Creran en Écosse.
A l'instar de son père, Henry Brunel a aussi conçu un navire à moteur, le SS Chauncy Maples, qui a été construit à Glasgow en 1899 et transporté par voie terrestre jusqu'au lac Nyasa en Afrique, où il a servi pendant plus de cent ans en tant que clinique hospitalière. C'est le plus ancien navire à moteur ayant navigué en Afrique.

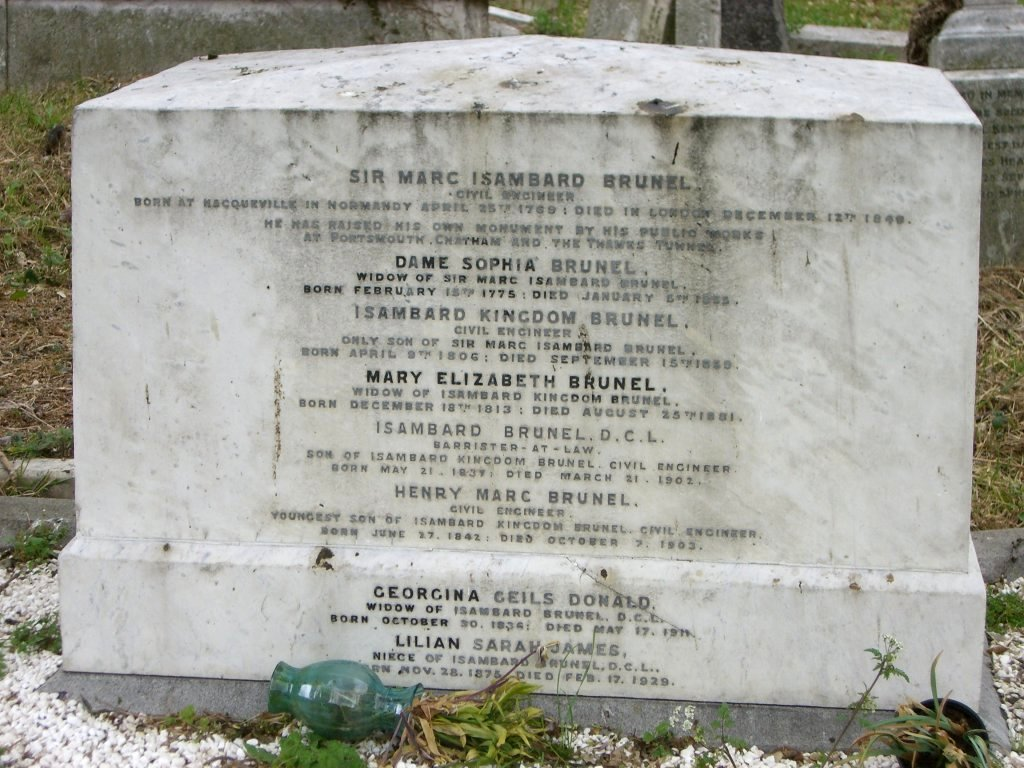
Tombe de la famille Brunel au cimetière de Kensal Green.